# Germán Aparicio y Gómez-Sánchez
Germán Aparicio y Gómez-Sánchez (*Lima, Perú, 16 de febrero de 1879-ídem, 1948) fue un destacado investigador, abogado y jurista peruano.

## Biografía
Germán Aparicio realizó sus estudios universitarios ingresando a la Facultad de Letras y Derecho de la Universidad Nacional Mayor de San Marcos.
Se casó con Carmen Valdéz Tudela, y de sus hijos, los cuatro varones: Germán, Felipe, Alfredo y Luis, siguieron la carrera de abogado.
Fue dueño de la conocida mansión Aparicio ubicada frente al parque Salazar en el distrito limeño de Miraflores. Actualmente, el terreno de la mansión Aparicio es donde se encuentra el Hotel de la cadena Marriott.

## Trayectoria
En 1909 ingresa a la carrera judicial, desempeñándose como juez interino de la provincia de Pisco. A los dos años sería nombrado titular. 
En 1921 se le designa interinamente como Vocal de la Corte Superior de Justicia de La Libertad y al año siguiente asume como Juez interino en un juzgado de Lima. En 1930 es nombrado Vocal Titular de la Corte Superior de Justicia de Lima, de la cual sería su Presidente en 1936. 
En 1944 se jubila como vocal de la Corte Superior de Lima. Fallece en 1948.

## Obras
- Ley Procesal de Quiebras (Concordancias).
- Código de Procedimientos Civiles (3 tomos).
- Ley de Accidentes de Trabajo.
- Código Civil (15 tomos), haciéndolo concordar con los códigos de Latinoamérica.
- Ley Orgánica del Poder Judicial.